# Ichnotropis
Ichnotropis är ett släkte av ödlor. Ichnotropis ingår i familjen lacertider.
Dessa ödlor förekommer i södra Afrika. De vistas i landskapet Miombo och i andra savanner. Exemplaren lever på marken. IUCN listar 6 arter varav 3 som livskraftig, 2 med kunskapsbrist och Ichnotropis chapini som starkt hotad.
Arter enligt Catalogue of Life:
- Ichnotropis bivittata
- Ichnotropis capensis
- Ichnotropis chapini
- Ichnotropis grandiceps
- Ichnotropis microlepidota
- Ichnotropis squamulosa
- Ichnotropis tanganicana